# Kees Rijvers

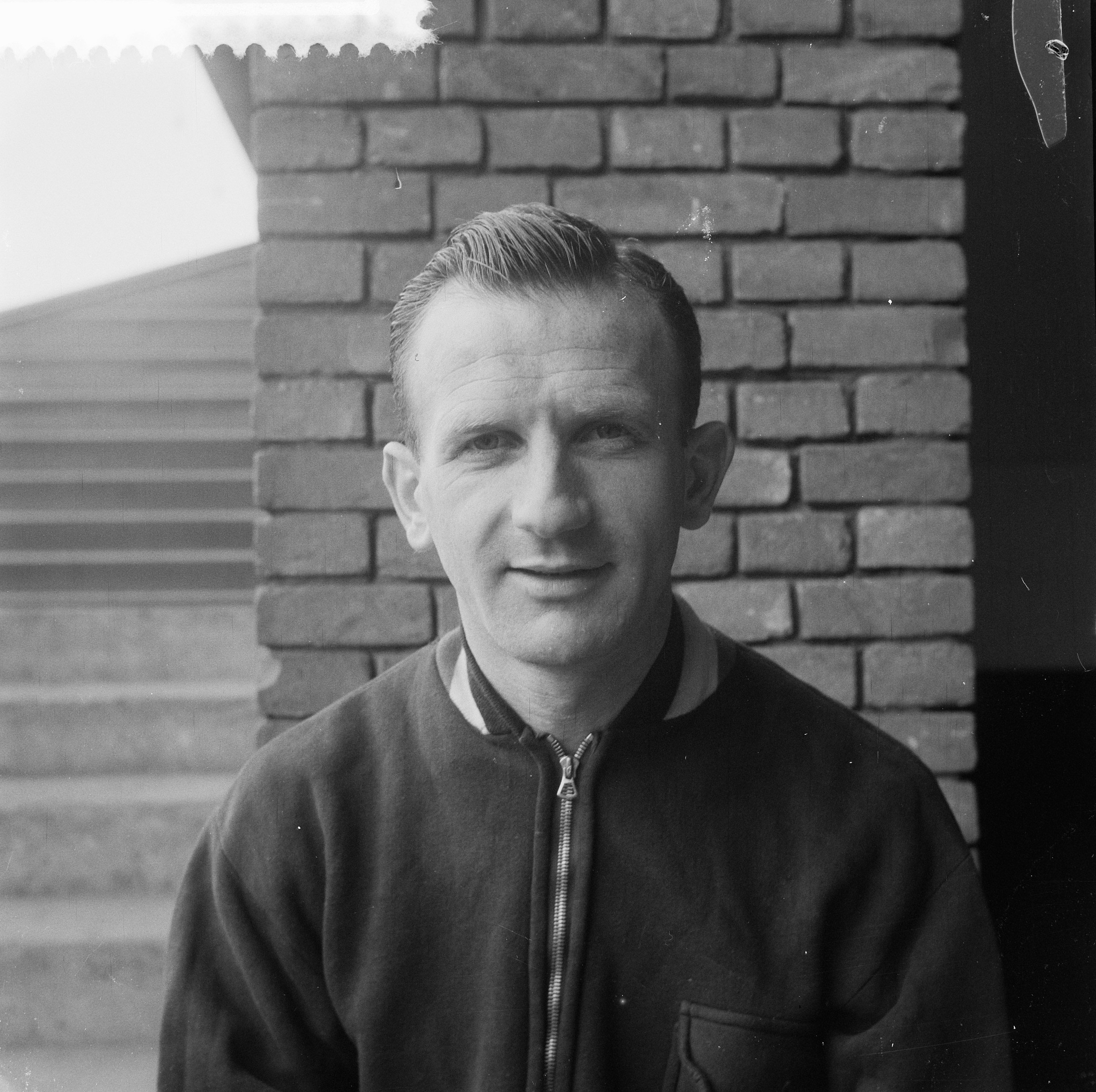
Kees Rijvers in 1957

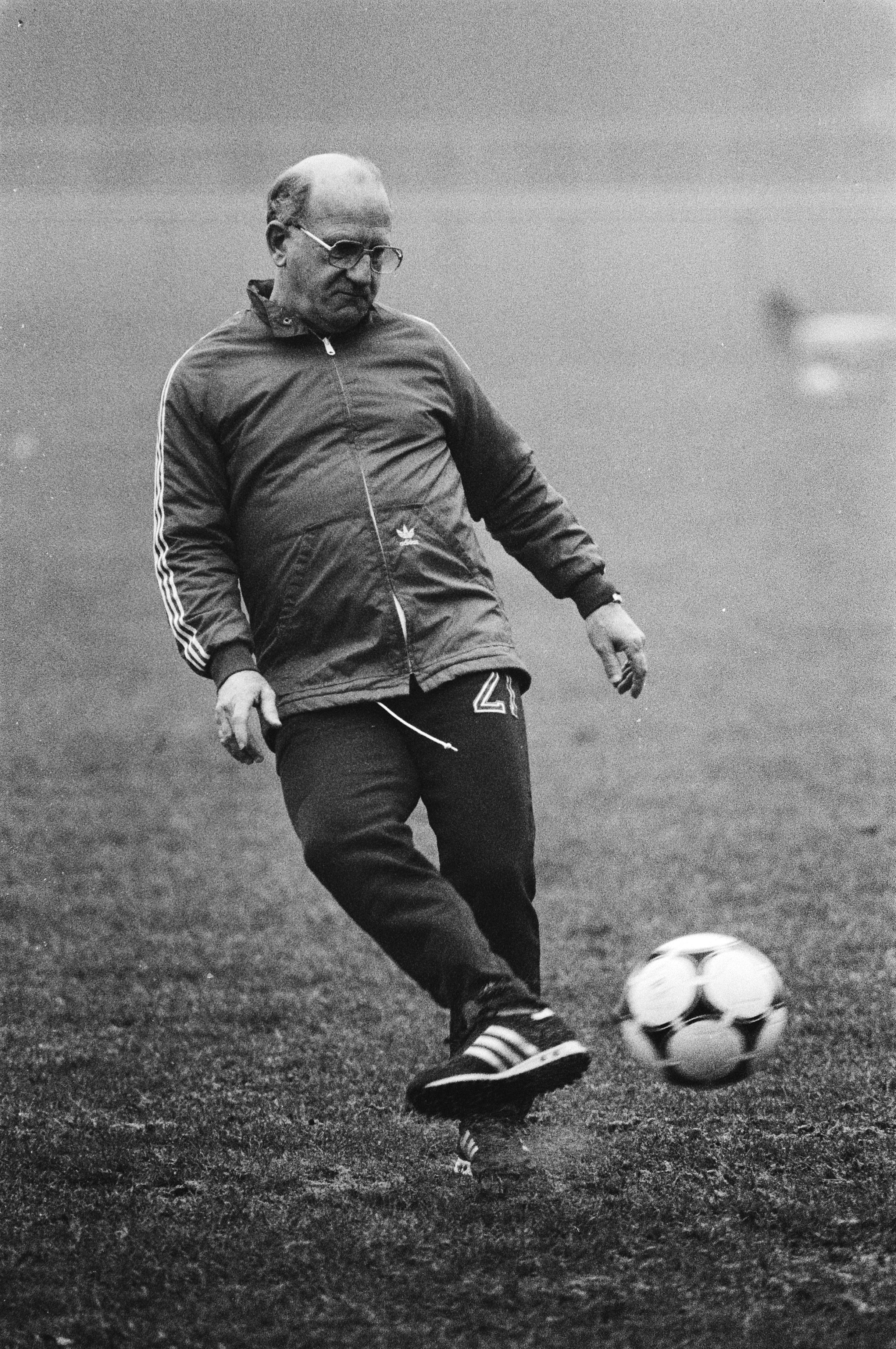
Rijvers als trainer van het Nederlands elftal in 1983

Cornelis Bernardus (Kees) Rijvers (Princenhage, 27 mei 1926 – Breda, 4 maart 2024) was een Nederlands voetballer en voetbaltrainer. Hij was in de jaren veertig  en vijftig een van de beste Nederlandse spelers in  het amateurtijdperk, maar verkoos al vroeg een profloopbaan in Frankrijk. De  van NAC afkomstige speler kwam uit voor Saint-Étienne, Stade français en Feijenoord. Hij was vervolgens trainer van FC Twente, PSV en het Nederlands elftal. Als speler kwam hij 33 keer uit voor het Nederlands elftal.

## Loopbaan

### Als voetballer

#### Clubcarrière
Rijvers, die als voetballer opgroeide bij de Bredase vereniging Groen-Wit, debuteerde in 1944, op 17-jarige leeftijd, in het eerste van NAC en wist in zijn debuutwedstrijd meteen het enige doelpunt van de wedstrijd te scoren. In de zes seizoenen die hij voor de club zou spelen, verwierf hij snel faam als linksbinnen en wist hij binnen twee jaar de status van international te bereiken. In 1950 werd hij vervolgens als een van de eerste Nederlandse voetballers professional, en wel in Frankrijk, bij AS Saint-Étienne. Vanaf 1953 kwam hij uit voor Stade français, waarmee hij in 1954 degradeerde uit de hoogste klasse. In 1955 verkaste hij terug naar Saint-Étienne. Hier kende hij een succesvolle periode, zo werd hij met de club in 1957 landskampioen van Frankrijk en werd hij datzelfde jaar verkozen tot Speler van het Jaar in Frankrijk. Valencia toonde belangstelling voor Rijvers, maar uitgerekend op dat moment werd hij getroffen door de bof. Rijvers adviseerde de Spanjaarden om Faas Wilkes aan te trekken, een advies dat opgevolgd werd. Rijvers kwam later nog uit voor Feyenoord en keerde daarna opnieuw terug naar Saint-Étienne, waarmee hij de Franse beker won. Hij sloot zijn actieve loopbaan in 1963 af bij NAC. In april 1963 scoorde hij zijn laatste doelpunt in de Eredivisie in een uitwedstrijd tegen AFC Ajax. De wedstrijd werd met 3-1 door NAC gewonnen.

#### Nederlands elftal
Rijvers speelde in totaal 33 wedstrijden voor het Nederlands voetbalelftal, waarin hij tien keer wist te scoren. Hij maakte zijn debuut op 3 oktober 1946 in een met 6-2 gewonnen uitwedstrijd tegen Luxemburg en Rijvers wist net als in zijn debuutwedstrijd voor NAC ook in zijn debuutwedstrijd voor het Nederlands elftal tot scoren te komen. Na zijn vertrek naar Frankrijk werd het Rijvers door de KNVB verboden om nog in het Nederlands elftal te spelen, omdat de voetbalbond weigerde om professionele spelers op te roepen, maar nadat in Nederland in 1954 het betaald voetbal werd ingevoerd, konden de in het buitenland spelende profs ook weer naar Nederland terugkeren en weer voor het Nederlands elftal uitkomen. Een jaar voor de invoering, in 1953, was Rijvers een van de spelers die namens de Nederlandse profs meededen in de Watersnoodwedstrijd in Parijs tegen het nationale elftal van Frankrijk. Het succes van deze wedstrijd wordt gezien als de aanzet voor invoering van het betaald voetbal in Nederland.
Samen met Abe Lenstra en Faas Wilkes vormde Rijvers in Oranje wat destijds het Gouden Binnentrio werd genoemd. Van de tien interlands die zij samen speelden werd er slechts één verloren. Zijn laatste interland was op 7 maart 1960, toen hij in een uitwedstrijd tegen het Surinaamse elftal in de 58e minuut werd gewisseld voor Cees Groot. Nederland won uiteindelijk met 4-3.

### Als trainer

#### FC Twente en PSV
Direct na het beëindigen van zijn voetballoopbaan tekende Rijvers een contract als trainer bij de amateurvereniging TSC uit Oosterhout. Vanaf 1964 was hij als assistent van trainer Jaap van der Leck in dienst van Willem II. In januari 1966 slaagde hij voor het trainersdiploma-A. Per 1 juni 1966 werd hij aangesteld als hoofdtrainer van FC Twente. Rijvers bleef zes jaar bij Twente. Hij voerde een drastische verjonging door. Zo liet hij de tieners Jan Jeuring, Theo Pahlplatz en René Notten debuteren en haalde hij talenten als Epi Drost, Kick van der Vall, Dick van Dijk en Piet Schrijvers naar Enschede. In seizoen 1968/69 streed FC Twente lang mee om het landskampioenschap en werd uiteindelijk derde. Dit was het begin van een langdurige periode waarin FC Twente uitgroeide tot een stabiele subtopper in de Eredivisie en waarin het zich geregeld plaatste voor Europees voetbal. Door FC Twente wordt Rijvers als sportieve grondlegger van de club gezien.
Rijvers vertrok in 1972 naar PSV. PSV leidde hij in 1975 naar het eerste landskampioenschap sinds 1963. Ook in de seizoenen 1975/76 en 1977/78 werd de hoofdmacht landskampioen. Daarnaast wonnen Rijvers en PSV in 1974 en 1976 de KNVB Beker en werd in 1978 de UEFA Cup binnengesleept. In twee wedstrijden werd het Franse SC Bastia in de finale verslagen. Nadat de resultaten in seizoen 1979/80 tegenvielen, werd Rijvers in januari 1980 te kennen gegeven dat zijn contract aan het einde van het seizoen zou worden verbroken. PSV stond op dat moment vierde in de competitie en was in de UEFA Cup in de tweede ronde uitgeschakeld door AS Saint-Étienne. Na een competitienederlaag tegen FC Utrecht besloot Rijvers op 24 januari 1980 per direct op te stappen. Hij werd opgevolgd door zijn assistent Jan Reker.
Als trainer staat Rijvers op de tweede plaats wanneer het aankomt op gewonnen wedstrijden in de eredivisie. Alleen Bert Jacobs boekte als coach meer zeges, maar Jacobs coachte ook veel meer duels in de hoogste klasse van het Nederlandse betaalde voetbal.

#### Beringen FC en het Nederlands elftal
In mei 1980 tekende Rijvers een contract bij Beringen FC in België. Hij degradeerde met het team uit de Belgische eerste klasse. De degradatie werd later teruggedraaid nadat Beerschot, dat in een fraudeschandaal was verwikkeld, werd teruggezet. Rijvers had echter inmiddels de club verlaten en werd coach van het Nederlands voetbalelftal. In februari 1981 was hij door de Koninklijke Nederlandse Voetbalbond benaderd nadat zijn voorganger Jan Zwartkruis zijn functie had neergelegd nadat de eerste twee kwalificatieduels voor het WK Spanje 1982 verloren gingen. Officieel ging het contract in per 1 juli 1981, maar in de drie interlands die in de tussentijd werden gespeeld, werd Rijvers door interim-trainer Rob Baan al nadrukkelijk betrokken bij het nationale elftal. Rijvers zette zich in voor een terugkeer van de op dat moment 33-jarige Johan Cruijff. Nadat Cruijff was opgenomen in de selectie voor een wedstrijd tegen Frankrijk in maart 1981, bedankte hij echter op het laatste moment omdat hij vanwege zakelijke belangen niet in een shirt van KNVB-sponsor Adidas wilde spelen.
Hoewel Rijvers aanvankelijk tussen maart 1981 en november 1981 verschillende oudgedienden terughaalde, staat hij bekend als degene die Oranje drastisch verjongde. Van het elftal dat bij het Europees kampioenschap voetbal 1988 onder leiding van Rinus Michels kampioen werd, liet Rijvers vanaf september 1981 achtereenvolgens Wim Kieft, Frank Rijkaard, Ruud Gullit, Gerald Vanenburg, Jan Wouters, Ronald Koeman, Marco van Basten, Erwin Koeman en Adri van Tiggelen debuteren. Ook onder anderen Edo Ophof, Michel Valke en René van der Gijp maakten hun debuut onder Rijvers.
Na een 2-0 uitnederlaag bij Frankrijk in het laatste kwalificatieduel miste Oranje het wereldkampioenschap 1982. Ook het EK in 1984 werd niet gehaald, mede omdat Spanje in zijn laatste wedstrijd in december 1983 met 12-1 won van Malta, en zo het al uitgespeelde Nederland nipt op doelsaldo voorbleef. Rijvers keek de wedstrijd niet en was bij buren op visite. Met de plaatsing van de Spanjaarden ten koste van Nederland had hij geen rekening meer gehouden.
De grootste thuisoverwinning onder Rijvers werd behaald op 14 maart 1984 in het oefenduel Nederland-Denemarken (6-0). In oktober 1984 nam Rijvers na een 1-2 thuisnederlaag tegen Hongarije ontslag. Dit was het eerste kwalificatieduel voor het wereldkampioenschap voetbal 1986 in Mexico, waarvoor Nederland zich uiteindelijk wederom niet zou weten te kwalificeren. Een lobby van een groep trainers onder leiding van Leo Beenhakker van FC Volendam lag mede ten grondslag aan het vertrek van Rijvers.
In 1983 haalde Rijvers als hoofdcoach van het Nederlands elftal onder 20 jaar op het Wereldkampioenschap -20 de kwartfinale.

#### Latere carrière
In 1986 keerde Rijvers als technisch directeur terug bij FC Twente, waarbij hij samenwerkte met hoofdtrainer Theo Vonk. Drie jaar later werd hij technisch coördinator bij PSV. In oktober 1994 werd hij, tot zijn eigen ongenoegen, drie maanden interim-coach van PSV omdat Aad de Mos op staande voet was ontslagen en er op dat moment geen andere vervanger was met een volledig trainersdiploma. De enige andere persoon met een A-diploma die destijds bij PSV in dienst was, was de 74-jarige scout Rinus Gosens. Rijvers zette het elftal weer op de rails en werkte zijn opvolger Dick Advocaat, hoewel hij zelf Huub Stevens wilde, in.

## Eerbetoon
- In 2004 kreeg Rijvers de oeuvreprijs voor zijn hele trainersloopbaan uit handen van Rinus Michels. Rijvers was de eerste persoon ooit die deze prijs kreeg. Sinds het overlijden van Michels in maart 2005, reikte Rijvers deze prijs zelf uit, in 2008 bijvoorbeeld aan Wiel Coerver. Rijvers was voor PSV actief als scout in Frankrijk.
- In 2019 werd Rijvers benoemd tot erelid van FC Twente.[9]
- Vier jaar later, in 2023, werd hij (op 96-jarige leeftijd) benoemd tot bondsridder van de KNVB, vanwege zijn brede verdiensten voor het Nederlands voetbal.[10]

## Privéleven
Rijvers was de jongste van vijf kinderen. Zijn vader was schoenmaker; zelf was Kees oorpronkelijk elektricien van zijn vak. Hij was van 1949 tot zijn overlijden getrouwd en was vader van zes dochters. Drie van zijn kinderen lijden of leden aan de erfelijke ziekte spierdystrofie. Zijn oudste dochter overleed in 2008. Met voetballer Eddy Achterberg had het echtpaar Rijvers een bijzondere band. Ze beschouwden hem als aangenomen zoon.
Hij startte in 1959 samen met Jos Beenhakkers en hun partners Sportwinkel Kees Rijvers in Breda die hij, toen hij het te druk kreeg met zijn trainersloopbaan, in de jaren 1960 overdeed aan Beenhakkers en diens vrouw en als Sporthuis Rijvers werd voortgezet.
Ten tijde van zijn trainerschap bij FC Twente en PSV was hij woonachtig in respectievelijk het Twentse Oldenzaal en het Brabantse Knegsel. In 1991 vestigde hij zich met zijn echtgenote op het eiland Île d'Oléron aan de westkust van Frankrijk. In 2013 keerde hij terug naar Nederland en woonde sinds die tijd in Breda.
Na het overlijden van Germ Hofma op 14 oktober 2018 was Rijvers de oudste nog levende oud-international van Oranje. Hij was in zijn laatste jaren de laatste nog in leven zijnde voetballer die in de allereerste Ballon d'Or verkiezing van 1956 minstens één stem kreeg en de laatst overlevende deelnemer aan de Watersnoodwedstrijd.
Kees Rijvers overleed op 4 maart 2024, op een leeftijd van 97 jaar. Hij was de oudste oud-international van het Nederlands elftal ooit. Rijvers werd ruim twee maanden ouder dan Chris Walder. In het weekeinde na zijn overlijden werd bij alle wedstrijden in het Nederlands betaald voetbal voor aanvang een minuut stilte gehouden.

## Biografie
In mei 2016 verscheen de biografie Prof, over zijn leven. Rijvers' kleindochter Antje Veld, in het dagelijks leven freelance journaliste, schreef dit boek en interviewde behalve haar opa ook oud-voetballers met wie hij tijdens zijn loopbaan werkte.

## Erelijst
Als speler
| Competitie      |        |         |     |     |
| Competitie      | Aantal | Jaren   |     |     |
| NAC             | NAC    | NAC     | NAC | NAC |
| --------------- | ------ | ------- | --- | --- |
| Eerste klasse   | 1x     | 1945/46 |     |     |
| Saint-Étienne   |        |         |     |     |
| Division 1      | 1x     | 1956/57 |     |     |
| Coupe de France | 1x     | 1961/62 |     |     |

Als trainer
| Competitie   |        |                           |     |     |
| Competitie   | Aantal | Jaren                     |     |     |
| PSV          | PSV    | PSV                       | PSV | PSV |
| ------------ | ------ | ------------------------- | --- | --- |
| Continentaal |        |                           |     |     |
| UEFA Cup     | 1x     | 1977/78                   |     |     |
| Nationaal    |        |                           |     |     |
| Eredivisie   | 3x     | 1974/75, 1975/76, 1977/78 |     |     |
| KNVB Beker   | 2x     | 1973/74, 1975/76          |     |     |

Individueel als trainer
| Rinus Michels Award  | 1x | 2004         |
| Erelid van FC Twente | 1x | Oktober 2019 |

## Publicaties
- Antje Veld: Prof. De biografie van Kees Rijvers. Amsterdam, Thomas Rap, 2016. ISBN 978-94-0040492-2
- Maas, Rinie, Giftum Kèès! 75 jaar Groen-Wit en driekwart eeuw dorpsleven in Princenhage. Breda: Jubileumcommissie Groen-Wit, 2007, p. 20-23, 36-39.
- Leo Pagano: Vier pioniers van ons profvoetbal. [Over Kees Rijvers, Faas Wilkes, Arie de Vroet en Bertus de Harder]. Naarden, Arena, 1954